# Holtedahlite
La holtedahlite è un minerale.